# Ole Bjørnmose
Ole Bjørnmose (* 7. Mai 1944 in Odense; † 5. September 2006 in Strib auf der Insel Fünen) war ein dänischer Fußballspieler, der von 1966 bis 1977 in der Fußball-Bundesliga bei Werder Bremen und dem Hamburger SV aktiv war. Bis zum 13. April 2008, als er vom Bosnier Sergej Barbarez übertroffen wurde, hielt er den Rekord der meisten Bundesliga-Einsätze eines Ausländers – in elf Jahren waren es 323 Einsätze.

## SV Werder Bremen
Im Sommer 1966 kam der 22-jährige Stürmer und Mittelfeldspieler von Boldklubben 1909 an die Weser. Der Deutsche Meister von 1965 schaffte unter Trainer Günter Brocker mit Platz 16 gerade noch den Klassenerhalt. Für den technisch versierten Dänen war in dieser Runde kaum Platz in der Mannschaft, er kam nur auf fünf Einsätze. In seiner zweiten Bundesliga-Saison wurde er dann Stammspieler, absolvierte alle 34 Spiele und schoss dabei acht Tore. Zusammen mit Trainer Fritz Langner konnte er sich über die Vizemeisterschaft freuen. In den folgenden drei Runden platzierte sich Werder im Mittelfeld und Bjørnmose wechselte nach der Saison 1970/71 unter Trainer Robert Gebhardt zum Hamburger SV. Er erzielte von 1966 bis 1971 für Werder Bremen in 137 Spielen 21 Treffer.

## Hamburger SV
In den ersten beiden Runden an der Alster kam Bjørnmose mit der Mannschaft unter dem jungen Trainer Klaus-Dieter Ochs nicht über das Tabellenmittelfeld hinaus.
Erst unter „Ritter Kuno“, dem Trainer Kuno Klötzer, setzte 1973/74 beim HSV der Aufschwung ein. 1974 wurde das DFB-Pokalfinale erreicht. Gegner am 17. August 1974 in Düsseldorf war Eintracht Frankfurt mit den Weltmeistern Jürgen Grabowski und Bernd Hölzenbein. Bjørnmose gelang zwar der Treffer zum 1:1-Ausgleich in der 75. Minute, in der Verlängerung gewann aber die Eintracht mit 3:1.
Nach dem vierten Platz 1975 konnte sich der HSV in der Saison 1975/76 steigern, er holte die Vizemeisterschaft nach Hamburg. Bjørnmose bestritt alle 34 Bundesligaspiele. Im Pokal warfen die Hamburger im Halbfinal-Wiederholungsspiel mit einem 1:0-Sieg in der 90. Spielminute den FC Bayern München im Olympiastadion aus dem Rennen und zogen damit in das Endspiel um den DFB-Pokal 1976 gegen den 1. FC Kaiserslautern ein. Das Finale war eine klare Angelegenheit für die Mannen um Bjørnmose, der auch das Tor zum 2:0-Endergebnis in der 37. Minute erzielte.
Über die Gegner IBK Keflavík, Heart of Midlothian, MTK Budapest und Atlético Madrid im Halbfinale erreichte der HSV 1977 das Endspiel der Pokalsieger im Europacup. Gegner war am 11. Mai 1977 in Amsterdam der RSC Anderlecht. Die Belgier hatten in den zwei holländischen Nationalspielern Arie Haan und Rob Rensenbrink zwei europäische Spitzenspieler in ihren Reihen. Bjørnmose, in den Runden vor dem Finale aufgelaufen, kam in Rotterdam nicht zum Einsatz. Das Spiel gewann der HSV mit 2:0. Nach der Saison beendete Ole Bjørnmose seine Profilaufbahn und kehrte in seine dänische Heimat zurück. Für den HSV war er von 1971 bis 1977 in 186 Spielen mit 31 Toren in der Bundesliga im Einsatz.
Für Dänemark absolvierte er 16 A-Länderspiele und zwei Spiele in der Juniorennationalmannschaft.

## Zurück in Dänemark
Nach der Rückkehr in seine dänische Heimat arbeitete Bjørnmose als Elektriker bei der regionalen Stromversorgung in Fredericia. Fußball spielte er noch amateurmäßig beim Siebtligisten Fredericia KFUM, ehe er zu seinem ursprünglichen Verein Nørre Aaby IK zurückkehrte, wo er schließlich als 45-Jähriger seine Karriere beendete. Anfang 2006 ging er in den frühzeitigen Ruhestand. Noch im September desselben Jahres starb er an akutem Herzinfarkt.